# Michu (football)
Pour les articles homonymes, voir Michu.
Miguel Pérez Cuesta dit « Michu », né le 21 mars 1986 à Oviedo, est un footballeur international espagnol qui évolue au poste d'attaquant.

## Biographie

### Swansea City
Arrivé en provenance du Rayo Vallecano à l'été 2012 (2,5 millions d'euros), il prolonge son contrat avec Swansea City en juillet 2013 jusqu'en 2016. 
Après une belle saison 2011-2012 avec le Rayo, Michu signe en Premier League en tant qu'inconnu. Il lui faut peu de temps pour s'y faire un nom, l'espagnol inscrivant dès sa première saison 22 buts en 43 matchs. Sa deuxième saison est plus compliquée, souvent blessé, il n'inscrit que 6 buts en 24 matchs et est éclipsé par les performances de Wilfried Bony (17 buts en 34 rencontres de championnat). 
Le 24 février 2013, Michu remporte la League Cup avec Swansea City contre Bradford City en finale, durant laquelle il est buteur (victoire 5-0).
À son retour de prêt de Naples, il fait part de ses envies de départ et notamment d'un retour au Rayo Vallecano, Garry Monk ne s'y opposant pas tant que les deux parties s'en retrouvent gagnantes. Il ne trouve un accord que le 9 novembre 2015 pour résilier son contrat et quitter le club gallois. 

#### SSC Naples
Il rejoint en prêt le 17 juillet 2014 le Napoli avec une option d'achat fixé à 7,5 millions d'euros. Son acclimatation en Italie est difficile, seulement apparu à 6 reprises sous le maillot napolitain, il se blesse en novembre pour une indisponibilité de deux mois mais ne réapparait finalement plus de la saison.

### UP Langreo
Il s'entraîne au club de Langreo, en D4 espagnole, où son frère entraîne qu'il rejoindra le 4 janvier 2016, date d'ouverture du mercato. Il y effectue une saison entière afin de se relancer après plusieurs années minées par les blessures.

### Real Oviedo, retour au source
Il signe en Aout 2016 pour son club formateur, le Real Oviedo, en deuxième division espagnole. Il annonce que son retour à son club de cœur est un rêve qui devient réalité.

### Équipe d'Espagne
Michu débute avec l'Espagne de Vicente del Bosque le 11 octobre 2013 face à la Biélorussie lors d'un match qualificatif pour la Coupe du monde de 2014 (victoire 2 à 1).

## Palmarès
- Swansea City
  - Vainqueur de la League Cup : 2013

## Statistiques

### En club
| Saison                | Club                  | Championnat           | Championnat | Championnat | Coupe(s) nationale(s) | Coupe(s) nationale(s) | Compétition(s) continentale(s) | Compétition(s) continentale(s) | Compétition(s) continentale(s) | Espagne | Espagne | Total | Total |
| Saison                | Club                  | Division              | M.          | B.          | M.                    | B.                    | Comp.                          | M.                             | B.                             | M.      | B.      | M.    | B.    |
| 2003-2004             | Real Oviedo           | Tercera División      | 19          | 3           | -                     | -                     | -                              | -                              | -                              | -       | -       | 19    | 3     |
| 2004-2005             | Real Oviedo           | Tercera División      | 19          | 4           | -                     | -                     | -                              | -                              | -                              | -       | -       | 19    | 4     |
| 2005-2006             | Real Oviedo           | Segunda División B    | 31          | 3           | -                     | -                     | -                              | -                              | -                              | -       | -       | 31    | 3     |
| 2006-2007             | Real Oviedo           | Segunda División B    | 31          | 3           | -                     | -                     | -                              | -                              | -                              | -       | -       | 31    | 3     |
| Sous-total            | Sous-total            | Sous-total            | 100         | 13          | -                     | -                     | -                              | -                              | -                              | -       | -       | 100   | 13    |
| 2007-2008             | Celta de Vigo B       | Segunda División B    | 28          | 10          | -                     | -                     | -                              | -                              | -                              | -       | -       | 28    | 10    |
| Sous-total            | Sous-total            | Sous-total            | 28          | 10          | -                     | -                     | -                              | -                              | -                              | -       | -       | 28    | 10    |
| 2007-2008             | Celta de Vigo         | Liga Adelante         | 14          | 1           | -                     | -                     | -                              | -                              | -                              | -       | -       | 14    | 1     |
| 2008-2009             | Celta de Vigo         | Liga Adelante         | 26          | 1           | 2                     | 0                     | -                              | -                              | -                              | -       | -       | 28    | 1     |
| 2009-2010             | Celta de Vigo         | Liga Adelante         | 30          | 6           | 6                     | 2                     | -                              | -                              | -                              | -       | -       | 36    | 8     |
| 2010-2011             | Celta de Vigo         | Liga Adelante         | 31          | 6           | 1                     | 0                     | -                              | -                              | -                              | -       | -       | 32    | 6     |
| Sous-total            | Sous-total            | Sous-total            | 101         | 14          | 9                     | 2                     | -                              | -                              | -                              | -       | -       | 110   | 16    |
| 2011-2012             | Rayo Vallecano        | Liga BBVA             | 37          | 15          | 2                     | 2                     | -                              | -                              | -                              | -       | -       | 39    | 17    |
| Sous-total            | Sous-total            | Sous-total            | 37          | 15          | 2                     | 2                     | -                              | -                              | -                              | -       | -       | 39    | 17    |
| 2012-2013             | Swansea City          | Premier League        | 35          | 18          | 8                     | 4                     | -                              | -                              | -                              | -       | -       | 43    | 22    |
| 2013-2014             | Swansea City          | Premier League        | 17          | 2           | 0                     | 0                     | C3                             | 7                              | 4                              | 1       | 0       | 25    | 6     |
| Sous-total            | Sous-total            | Sous-total            | 52          | 20          | 8                     | 4                     | -                              | 7                              | 4                              | 1       | 0       | 68    | 28    |
| 2014-2015             | SSC Naples            | Serie A               | 3           | 0           | 0                     | 0                     | C3                             | 3                              | 0                              | -       | -       | 6     | 0     |
| Sous-total            | Sous-total            | Sous-total            | 0           | 0           | 0                     | 0                     | -                              | -                              | -                              | -       | -       | 0     | 0     |
| Total sur la carrière | Total sur la carrière | Total sur la carrière | 318         | 72          | 19                    | 8                     | -                              | 7                              | 4                              | 1       | 0       | 345   | 84    |